# Eparquía de Segeneiti
La eparquía de Segeneiti (en latín: Eparchia Segheneitensis) es una circunscripción eclesiástica de la Iglesia católica en Eritrea. Se trata de una eparquía eritrea, sufragánea de la archieparquía de Asmara. Desde el 24 de febrero de 2012 su eparca es Fikremariam Hagos Tsalim.

## Territorio y organización
La eparquía tiene 29 499 km² y extiende su jurisdicción sobre los fieles católicos de rito alejandrino eritreo residentes en parte de la región del Sur (o Debub) y toda la región del Mar Rojo Meridional.
Como no hay en Eritrea circunscripciones eclesiásticas de la Iglesia latina ni de otros ritos, su jurisdicción se extiende a todos los católicos.
La sede de la eparquía se encuentra en la ciudad de Segeneiti, en donde se halla la Catedral de San Miguel Arcángel (Segheneytī Mīka’ēl Bēte Kristīyan).
En 2020 en la eparquía existían 34 parroquias. También hay otros 14 centros pastorales.

## Historia
La eparquía fue erigida el 24 de febrero de 2012 con la bula Cum visum sit del papa Benedicto XVI, separando territorio de la eparquía de Asmara (hoy archieparquía).

Cum visum sit ut Eparchia Asmarensis in Erythraea utpote nimis ampla ad animarum curam efficacius exercendam divideretur, Nos, Successor beati Petri deque totius Dominici gregis bono solliciti, audito Venerabili Fratre Nostro S.R.E. Cardinale Praefecto Congregationis pro Ecclesiis Orientalibus, sequentia decernimus. Ab Eparchia Asmarensi detrahimus quoddam territorium ex quo condimus novam Eparchiam Segheneitensem propriis cum iuribus atque obligationibus; quae suos habet fines in Erythraeae regione inter meridiem et ortum solis spectante, atque Eparchia Adigratensis ad meridiem, Mare Rubrum in septemtriones et Eparchia Asmarensis inter septemtriones et occasum solis eam definiunt. Insuper ipsius sedem ponimus in urbe Segheneity ibidemque exstans paroeciale templum Sancti Michaëlis Archangeli ad gradum Cathedralis ecclesiae evehimus. Ceterum novam Eparchiam, cuius est Patronus Sanctus Iustinus de Iacobis, suffraganeam facimus Archieparchiae Metropolitanae Neanthopolitanae. Eiusdem quidem constitutio et administratio ad normas Codicis Canonum Ecclesiarum Orientalium fient. Quae vero iussimus ad effectum rite adducantur deque absoluto negotio sueta documenta exarentur et ad Congregationem pro Ecclesiis Orientalibus mittantur.

Inicialmente sufragánea de la archieparquía de Adís Abeba, en 2015 entró a formar parte de la Iglesia católica eritrea, de la cual la sede metropolitana es la archieparquía de Asmara.

## Estadísticas
De acuerdo al Anuario Pontificio 2021 la eparquía tenía a fines de 2020 un total de 38 270 fieles bautizados.
| Año                                                                             | Población            | Población | Población      | Sacerdotes | Sacerdotes    | Sacerdotes    | Bautizados por sacerdote | Diáconos permanentes | Religiosos | Religiosos | Parroquias |
| Año                                                                             | Bautizados católicos | Total     | % de católicos | Total      | Clero secular | Clero regular | Bautizados por sacerdote | Diáconos permanentes | Varones    | Mujeres    | Parroquias |
| ------------------------------------------------------------------------------- | -------------------- | --------- | -------------- | ---------- | ------------- | ------------- | ------------------------ | -------------------- | ---------- | ---------- | ---------- |
| 2012                                                                            | 35 557               | 850 000   | 4.2            | 52         | 30            | 22            | 683                      |                      |            | 70         | 33         |
| 2014                                                                            | 35 557               | 874 000   | 4.1            | 63         | 26            | 37            | 564                      |                      | 90         | 104        | 34         |
| 2017                                                                            | 35 625               | 908 000   | 3.9            | 61         | 24            | 37            | 584                      |                      | 75         | 105        | 34         |
| 2020                                                                            | 38 270               | 975 800   | 3.9            | 61         | 24            | 37            | 627                      |                      | 75         | 105        | 34         |
| Fuente: Catholic-Hierarchy, que a su vez toma los datos del Anuario Pontificio. |                      |           |                |            |               |               |                          |                      |            |            |            |

## Episcopologio
- Fikremariam Hagos Tsalim, desde el 24 de febrero de 2012